# Liste des concepts de psychanalyse
Pour les articles homonymes, voir Concept et Psychanalyse (homonymie).
La psychanalyse a créé des nombreux nouveaux concepts qu'elle utilise au sens du concept classique pour exprimer des éléments, des processus et des mouvements psychiques qui ne sont pas signifiés ou signifiables par les mots du langage courant.
Des mots ou expressions sont alors créés et utilisés pour être associés à une théorisation effectuée par un ou plusieurs auteurs (cf listes de concepts et d'auteurs mentionnées plus bas).

## Définitions psychanalytiques
- Si vous ne connaissez pas le sujet, laissez ce bandeau (vous pouvez alors contacter les auteurs).
- Si vous supprimez le contenu mis en cause (vous pouvez préalablement contacter les auteurs),

argumentez précisément cette suppression dans la page de discussion
(un manque de référence n'est pas un argument ; une recherche réelle de référence doit avoir été effectuée, être formellement documentée).
- Ça : pulsions instinctives de la personnalité. Cette instance ne possède aucune règle, aucune inhibition, aucune limite dans l'agressivité et/ou la sexualité. Toute-puissance du Désir, et volonté de satisfaction immédiate.
- Surmoi : Instance refoulante, support de tous les interdits, de toutes les contraintes socio-culturelles. Elle se forme par conformation aux parents. Il s'agit d'un contre-pouvoir au ça.
- Idéal du moi : Elle est issue des premières confrontations du ça et du surmoi, et est formé par identification à des personnes aimées (voire adulées) et par le refoulement du ça. En effet, on passe du « je peux tout » (ça) au « je voudrais tout pouvoir » (idéal du moi). Formé d'un idéal auquel le moi souhaite se conformer, il lui permet de se dépasser et de réguler les excès honteux du ça.
- Moi : Partie de la personnalité en contact avec l'extérieur, formant le conscient, elle utilise le surmoi et l'idéal du moi afin de refouler les pulsions instinctives du ça.
- Imago : Image intérieure que peut se faire quelqu'un des individu-types qui peuvent graviter autour de lui, image qui ne colle d'ailleurs pas forcément avec la réalité, et qui est par là-même différentes selon les individus. Deux personnes n'auront ainsi pas la même opinion d'un tiers. Il s'agit d'un mécanisme d'association. Il guidera les relations de l'individu toute sa vie durant. Plus concrètement, c'est l'image de la belle-mère acariâtre, ou du beau-fils incompétent.
- Self : Partie la plus créatrice d'un individu, encore plus forte que le moi, due au sentiment de confiance en soi. Le self est l'état de confiance en soi où on peut se dire : « ce brave homme, c'est moi ». C'est l'instance qui a guidé au XXe siècle les surréalistes dans leur recherche créatrice de l'inconscient, lorsqu'ils laissaient leurs mains s'exprimer.
- Faux self : Il est issu de la dissociation néfaste d'un moi anormalement gouverné par le ça, et d'un moi dominé par le surmoi, et tourné vers les rapports relationnels. Normalement, le moi est issu d'un compromis entre les deux instances antagonistes. Là, le conflit dissociatif atteint tout à fait le moi.
- Soi : Étroitement lié à la culture, il s'élabore tout au long de la vie, en respectant les valeurs d'une société, d'une culture et d'une façon de pensée personnelle. C'est ce que l'on pourrait appeler la personnalité.

## Liste alphabétique

### Concepts freudiens
- L'acte manqué
- L'affect
- L' après-coup
- L'attention flottante
- L' angoisse
- L' angoisse de castration
- L' appareil psychique
- L' Association libre
- Le ça
- Le complexe de castration
- Le complexe d'Oedipe
- La condensation
- La conscience
- Le contre-transfert
- La dénégation
- La deuxième topique
- Le déplacement
- L' envie du pénis
- Le fantasme
- Le fantasme originaire
- L'hystérie
- L'idéal du moi
- L'identification
- L'incorporation
- L'inconscient
- L'inhibition
- L'interprétation
- L'introjection
- Le lapsus
- La libido
- Le masochisme
- Le mécanisme de défense
- Le Moi
- Le narcissisme
- Le narcissisme primaire
- La neutralité
- La névrose
- La névrose de contrainte
- La névrose de transfert
- La perlaboration
- La psychonévrose
- L' objet
- La perversion
- La phobie
- Le préconscient
- La projection
- La première topique
- Le principe de plaisir
- Le principe de réalité
- La psychose
- La pulsion
- La Pulsion de mort
- La Pulsion de vie
- Le refoulement
- Le refoulement originaire
- Le Représentant-représentation
- La Représentation de mot - Représentation de chose
- La réalité psychique
- La résistance
- Le rêve
- Le rêve éveillé
- Le stade oral
- Le stade anal
- Le stade phallique
- Le surmoi
- Le symptôme
- La théorie de la séduction
- La trace mnésique
- Le transfert (psychanalyse)
- Le travail du rêve

### Concepts kleiniens

#### Mélanie Klein
- Position schizo-paranoïde
- Position dépressive
- Clivage d'objet
- Envie
- Identification projective
- Parents combinés

#### Autres auteurs kleiniens
- Hanna Segal (équations symboliques),
- Donald Meltzer (démantèlement, bi-dimensionnalité, identification adhésive),
- John Steiner: Retraits psychiques
- Esther Bick (identité adhésive, position adhésive, skin container, méthode d'observation des bébés)
- Wilfred Bion (fonction alpha, contenant-contenu, pare-excitation, rêverie maternelle, angoisses catastrophiques, éléments bêta),
- José Bleger (cadre, noyaux agglutinés, symbiose, ambiguïté),
- Paula Heimann (objets enkystés, contre transfert)

### Concepts lacaniens
- La forclusion du Nom du Père
- La Métaphore du Nom-du-Père
- Le stade du miroir
- Le signifiant
- Le signifié
- Le sinthome
- Le trait unaire
- Le Réel, le symbolique, et l'imaginaire
- L'objet a
- Le sujet de l'inconscient
- Le manque

### Autres auteurs
- Karl Abraham (objet partiel / total, stade oral précoce, stade sadique oral, stade sadique-anal)
- Piera Aulagnier (pictogrammes)
- Didier Anzieu (enveloppes psychiques, Moi-peau, miroir sonore)
- Bruno Bettelheim (situations extrêmes)
- John Bowlby (attachement)
- Thomas Berry Brazelton (enveloppe d'interactions réciproques, compétences du nourrisson)
- Jean-Pierre Caillot (position narcissique adhésive)
- Françoise Dolto, image inconsciente du corps : Image du corps
- Michael Fordham (soi primaire, défenses du soi, soi gelé)
- Anna Freud (Identification à l'agresseur)
- Evelyn Granjon (objets bruts),
- Geneviève Haag (clivages corporels, mantèlement, identifications intracorporelles de jonction, structures rythmiques de base, grille de repérage clinique des étapes évolutives de l'autisme infantile traité)
- Heinz Hartmann (Self (Soi))
- Jacques Hochmann (mise en récit du soin)
- René Kaës (appareil psychique groupal, fonction conteneur, pactes dénégatifs)
- Heinz Kohut (Soi)
- Léon Kreisler, Bertrand Cramer et Serge Lebovici (interactions fantasmatiques)
- Jean Laplanche (Théorie de la séduction généralisée)
- Rosine Lefort et Robert Lefort (Autre troué/non troué)
- Margaret Mahler (phase autistique normale, symbiose (psychanalyse), séparation-individuation)
- Gisela Pankow (corps vécu spatial et temporel)
- Paul Schilder (image du corps)
- René Spitz (dépression anaclitique, dyade, hospitalisme, cavité primitive, organisateurs du moi)
- Daniel Stern (accordage affectif)
- François Tosquelles (constellation transférentielle)
- Frances Tustin (formes ou traces autistiques, autisme primaire normal, trou noir de la psyché, matrice postnatale, objets autistiques et confusionnels, sensations objets)
- Donald Winnicott (setting, holding, handling, breakdown, objets et phénomènes transitionnels, capacité à être seul, mère suffisamment bonne, Vrai self et faux self)
- Carl Gustav Jung (l'inconscient collectif, l'archétype, la synchronicité)